# Comité national olympique et des sports burkinabè
Le Comité National Olympique et des Sports Burkinabè, est le représentant du Burkina Faso au Comité international olympique (CIO). Il appartient à l'Association des comités nationaux olympiques d'Afrique et son président est Jean Yaméogo.

## Histoire
Le comité est fondé le 10 juin 1965 sous le nom de Comité national olympique voltaïque et gardera ce nom jusqu'en 1984. Le Comité international olympique reconnaît le Comité en 1972.
La Haute-Volta participe à ses premiers Jeux olympiques en 1972 à Munich.

## Présidents
Les présidents du Comité sont :
- 1965 - 1975 : Triandé Toumani[2]
- 1975 - 1978 : Félix Tientaraboum[2]
- 1978 - ? : Bobo Adrien Tabsoba
- ? : Nacro Mahoma
- 1989- ? : Baba Sy
- ? : Komyaba Pascal Sawadogo
- 2005 - 2013 : Jean-Pascal Kinda
- depuis 2013 : Jean Yaméogo.